# Lina Bradford
Lina Bradford, conocida profesionalmente como DJ Lina o Girlina, es una disc-jockey, bailarina y actriz transgénero estadounidense. Fue parte de la escena neoyorquina de los Club Kids en los años 1990 y debutó como DJ en 1997. Ha aparecido en películas como Wigstock: The Movie y Woo.

## Biografía

### Primeros años
Bradford nació y creció en el barrio Upper West Side de Manhattan, justo frente al Carnegie Hall, donde su abuela se desempeñaba como cantante de ópera. Empezó a tomar clases de danza a los once años y actuó con varias compañías. Desde pequeña, su familia siempre apoyó su transexualidad.
En una entrevista con la revista Out en 2019 comentó que no le gustan las etiquetas. Según sus propias palabras: «Solo crecí con las etiquetas que me colgaban [...] Lo que realmente me define es lo que aporto, no mi género. Y creo que muchas personas que insisten en poner etiquetas no están dispuestas a hacer el esfuerzo de conocer la verdadera esencia de alguien».

### Carrera
Desde principios de los años 1990, Bradford fue una figura activa de la escena underground LGBTQ+ de Nueva York, donde era conocida como Girlina y se presentaba como bailarina y performer. Su popularidad creció cuando apareció en la película Wigstock: The Movie en 1994, junto a la actriz transgénero Candis Cayne, amiga suya desde la infancia.
Debutó como disc-jockey en abril de 1997. Encontró motivación para iniciar en este mundo en artistas como TPRO, Frankie Knuckles, Carlos Pertrus, Larry Levan, Junior Vasquez y Steve Travolta, y su primera presentación ocurrió en el desaparecido Club Life. Durante sus inicios, solía pinchar principalmente en el barrio East Village de Manhattan.
También participó como actriz en los filmes Always Something Better y Woo. En este último filme compartió reparto con Jada Pinkett Smith y Tommy Davidson.
En 2005 comenzó una residencia de diez años en Fire Island Pines, donde se presentó regularmente bajo el nombre de DJ Lina. Primero ofreció un ciclo llamado Lina’s Lounge durante dos años y, después, otro llamado Twirlina durante ocho años más.
También se presenta en distintos clubes de Nueva York y ha llevado su música a ciudades europeas como París, Cerdeña y Saint-Tropez. Sobre su estilo, asegura que nunca planea una lista de canciones con antelación y que siempre busca conectar con el público y «llevarlo de viaje».

### Actualidad
En 2019, fue la protagonista de Linish, un cortometraje documental dirigido por Manu Rodríguez que se estrenó en Phluid Project NYC.
Bradford es una activista LGBTQ+ y ha colaborado con organizaciones como Services & Advocacy for GLBT Elders (SAGE) o GLAAD. Es embajadora global del Hetrick-Martin Institute, una organización que apoya a jóvenes de dicha comunidad. También se ha desempeñado como conductora de la serie web de entrevistas titulada In the Dollhouse with Lina.

## Premios y reconocimientos
Bradford fue galardonada con el premio a la trayectoria en los Premios Glammys y obtuvo el premio Innovator otorgado por la organización Services & Advocacy for GLBT Elders (SAGE). En 2019 fue incluida en el listado Logo30 de la cadena de televisión Logo, que «se encarga de reconocer a personas ordinarias y extraordinarias que muestran su orgullo de formas únicas y provocativas».